# Goniothalamus trunciflorus
Goniothalamus trunciflorus är en kirimojaväxtart som beskrevs av Elmer Drew Merrill. Goniothalamus trunciflorus ingår i släktet Goniothalamus och familjen kirimojaväxter. Inga underarter finns listade i Catalogue of Life.